# Jocurile Olimpice de iarnă din 1984
A XIV-a ediție a Jocurilor Olimpice de iarnă s-a desfășurat la Sarajevo, Iugoslavia.

## Organizare
- Orașe candidate: Sapporo (Japonia) și Falun (Suedia).
- Primele Jocuri de iarnă care se țin într-o țară socialistă.
- Primele Jocuri sub președinția lui Juan Antonio Samaranch.

## Evenimente marcante
- Schiorul Jure Franko câștigă pentru Iugoslavia prima medalie olimpică la sporturile de iarnă; medalie de argint la slalom uriaș.
- Gemenii americani Phil și Steve Mahre s-au clasat pe primele două locuri la slalom.
- Finlandeza Marja-Liisa Kirvesmiemi-Hämäläinen devine campioană olimpică în cele trei probe individuale de schi fond feminin.
- În competiția de dans pe gheață, patinatorii britanici Jayne Torvill și Christopher Dean au primit de doisprezece ori nota maximă – 6.0 – după interpretarea lor pe Boleroul lui Maurice Ravel.

## Sporturi
- Biatlon
- Bob
- Combinata nordică
- Hochei pe gheață
- Patinaj artistic
- Patinaj viteză
- Sanie
- Sărituri cu schiurile
- Schi alpin
- Schi fond

## Clasamentul pe medalii
Legendă
      Țara gazdă
| Loc   | CON                              | Aur | Argint | Bronz | Total |
| ----- | -------------------------------- | --- | ------ | ----- | ----- |
| 1     | Germania de Est (GDR)            | 9   | 9      | 6     | 24    |
| 2     | Uniunea Sovietică (URS)          | 6   | 10     | 9     | 25    |
| 3     | Statele Unite ale Americii (USA) | 4   | 4      | 0     | 8     |
| 4     | Finlanda (FIN)                   | 4   | 3      | 6     | 13    |
| 5     | Suedia (SWE)                     | 4   | 2      | 2     | 8     |
| 6     | Norvegia (NOR)                   | 3   | 2      | 4     | 9     |
| 7     | Elveția (SUI)                    | 2   | 2      | 1     | 5     |
| 8     | Germania de Vest (FRG)           | 2   | 1      | 1     | 4     |
| 9     | Canada (CAN)                     | 2   | 1      | 1     | 4     |
| 10    | Italia (ITA)                     | 2   | 0      | 0     | 2     |
| 11    | Marea Britanie (GBR)             | 1   | 0      | 0     | 1     |
| 12    | Cehoslovacia (TCH)               | 0   | 2      | 4     | 6     |
| 13    | Franța (FRA)                     | 0   | 1      | 2     | 3     |
| 14    | Japonia (JPN)                    | 0   | 1      | 0     | 1     |
| 14    | Iugoslavia (YUG)                 | 0   | 1      | 0     | 1     |
| 16    | Liechtenstein (LIE)              | 0   | 0      | 2     | 2     |
| 17    | Austria (AUT)                    | 0   | 0      | 1     | 1     |
| Total | Total                            | 39  | 39     | 39    | 117   |

## România la JO 1984
România s-a prezentat cu o delegație de 19 sportivi (trei femei și 16 bărbați). Nu s-a obținut nici un punct.
Cel mai bun rezultat:
- locul 7:  Dorin Degan, Gheorghe Lixandru, Costel Petrariu și Cornel Popescu  - bob-4.